# Virgil Šček
Virgil Šček (Roiana/Rojan, Triëst, 1 januari 1889 – Ljubljana, 28 juni 1948) was een Sloveens priester en politicus. Van 1921-1923 was Šček lid van het Italiaanse parlement. Hij was met Engelbert Besednjak en Andrej Gosar een bepalend gezicht van de sociaal-christelijke beweging in West-Slovenië tussen beide wereldoorlogen. Šček was actief in het verzet tegen het fascisme en nazisme. Na de bevrijding schaarde hij zich achter de eisen van Tito voor aansluiting van Triëst, Gorica en de rest van het oude Küstenland bij Joegoslavië.
In 1905 begon Virgil Šček zijn opleiding aan de Duitstalige realschool in Gorica. Hierna schreef hij zich in aan de handelsschool in Graz, maar brak deze opleiding in 1910 af. Onder invloed van Janez Evangelist Krek besloot hij priester te worden en begon zijn priesteropleiding aan het seminarie in Gorizia. Op 7 juli 1914 werd Virgil Šček in de Kathedraal van Triëst tot priester gewijd. Šček werkte als kapelaan in Triëst en vertrok in 1918 naar Lokev. Vanuit deze plaats ontwikkelde Šček zich tot een van de toonaangevende personen in de sociaal-christelijke beweging van Primorska. 

Virgil Šček is begraven in het dorp Avber.
- Gemeinsame Normdatei: 119459256
- International Standard Name Identifier: 0000 0000 2286 7538
- Library of Congress Control Number: n00089582
- Nationale Bibliotheek van Tsjechië: js20191048502
- Istituto Centrale per il Catalogo Unico: CFIV151821
- Virtual International Authority File: 35267131
- WorldCat: E39PBJcGjbdcHDkVw3Pp3TC84q